# Heinz Hoffmann
Pour les articles homonymes, voir Hoffmann.
Heinz Hoffmann, né le 28 novembre 1910 à Mannheim et mort le 2 décembre 1985 à Strausberg (Brandebourg), est un général et homme politique est-allemand. De 1960 à 1985, il est ministre de la Défense nationale au sein du gouvernement de la République démocratique allemande. À partir du 2 octobre 1973 et jusqu'à la même date, il est membre du bureau politique du comité central du SED. Il est également député à la Chambre du peuple (Volkskammer).

## Biographie

### Jeunesse
Hoffmann est issu d'une famille d'ouvriers. Il fréquente l'école élémentaire à Mannheim puis apprend le métier de réparateur auto entre 1925 et 1930 comme apprenti chez Motoren-Werken Mannheim. De 1926 à 1930 il est membre de la Ligue des jeunes communistes d'Allemagne, puis du KPD. Il effectue plusieurs courts séjours en prison pour avoir pris part à des manifestations et s'être bagarré.

### Émigration
Après la prise de pouvoir des nazis (1933), il passe dans la clandestinité avant d'émigrer en Suisse (1935), puis en Union soviétique, où il fréquente l’École internationale Lénine de Moscou. Il reçoit une formation d'officier en 1936–1937 à l'Ecole militaire de Riazan et est affecté en tant que lieutenant dans la 11e brigade internationale en Espagne. Sous le pseudonyme de Heinz Roth, il est à la fois commissaire politique et chef de batterie du bataillon Hans Beimler. Blessé, Hoffmann reçoit des soins dans un hôpital militaire de Madrid, puis est interné plusieurs mois dans un camp d'internement français à Eaubonne en région parisienne. Renvoyé en Union soviétique en avril 1939, il est en convalescence jusqu'en 1940. Au mois de mars 1941, Hoffmann suit les cours du centre de formation du Komintern à Pouchkino près de Moscou. Simultanément il collabore avec le NKVD. De 1942 à 1944, Hoffmann enseigne dans les écoles antifascistes soviétiques, d'abord dans la région de Gorki, puis à Krasnogorsk. Il devient membre du Nationalkomitee Freies Deutschland. En 1945, Hoffmann dirige l’École n°12 du Parti à Moscou.

### Fonctionnaire du parti dans la Zone occupée et en RDA
Au mois de janvier 1946 il retourne à Berlin et devient d'abord le collaborateur de Wilhelm Pieck, puis de Walter Ulbricht. De 1950 à sa mort, Heinz Hoffmann est député de la Volkskammer et à partir de 1952 membre du Comité central du SED. De 1973 à 1985, il est membre du bureau politique de ce parti.

### Directeur général de l'Éducation puis général de laNationale Volksarmee

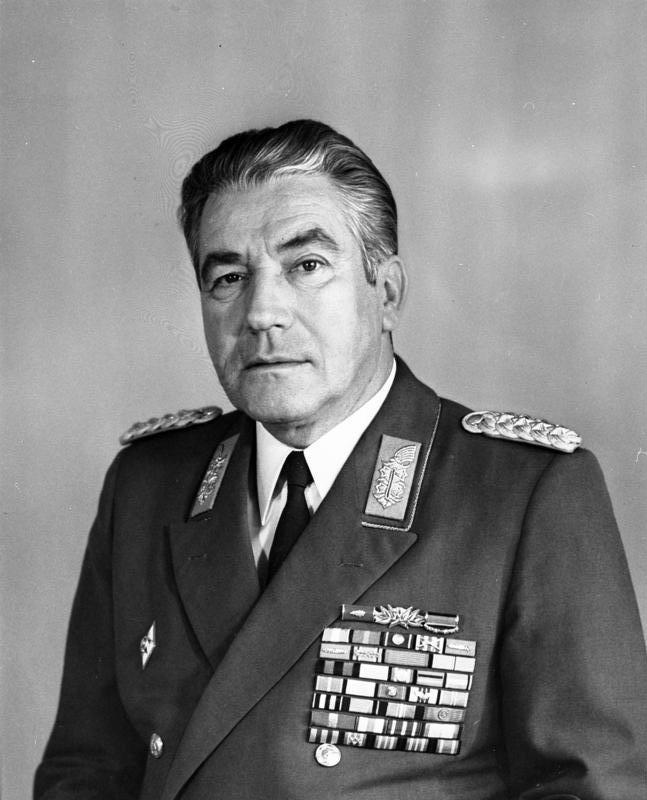
Heinz Hoffmann en 1969.

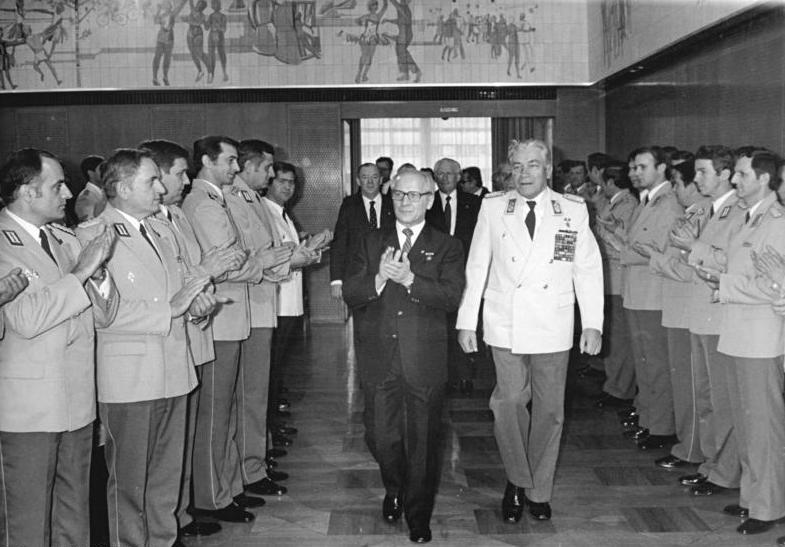
Diplômés de l'École militaire de Santé passés en revue par Erich Honecker et Heinz Hoffmann, en 1980.

En 1949 Hoffmann est chargé du réarmement de la RDA. Il est d'abord vice-président de l'administration allemande de l'Intérieur et directeur du département des affaires politiques et culturelles avec rang d’inspecteur général. En 1950, il est nommé directeur du département de l'administration centrale à la Formation et devient ainsi vice-ministre de l'Intérieur. Il forme le 1er juillet 1952 une « police populaire encasernée » (Kasernierte Volkspolizei, KVP), noyau de la future Volksarmee, et est promu général de corps d'armée le 1er octobre 1952. De 1955 à 1957, Hoffmann étudie à l'Académie militaire de l’État-major des Forces Armées Russes, et n'est donc pas en RDA lorsque la Nationale Volksarmee est instituée.
À son retour d'Union soviétique, il est ministre plénipotentiaire de la Défense Nationale (1957–1960) puis chef de l’état-major (1958–1960). En 1959, il est promu général de corps d'armée et en 1961 général d'armée, prenant la succession de Willi Stoph comme ministre de la Défense Nationale de RDA. et devenant par là-même membre du Conseil de Défense de la RDA.
Il est inhumé au cimetière central de Berlin-Friedrichsfelde.

### Couvre-feu
Le 6 octobre 1961, Hoffmann donne ordre aux troupes frontalières de tirer à volonté sur les transfuges une fois les sommations d'usage faites, et lorsqu'il n'était pas possible de s'en saisir autrement. Dans son discours, qui est filmé, Hoffmann déclarait :

« Celui qui ne respecte pas nos frontières recevra une balle en réponse. »

— Heinz Hoffmann

## Distinctions
- 1954 : Ordre du Mérite patriotique (bronze)
- 1965 : Ordre du Drapeau rouge (URSS)
- 1965 : Bannière du Travail
- 1970 : Ordre de Karl-Marx
- 1974 : Ordre de Lénine (URSS)
- 1974 : Ordre de Scharnhorst
- 1975 : Héros de la RDA
- 1975 : Docteur honoris causa de l'École supérieure du Parti Karl-Marx
- 1980 : Héros de la RDA
- 1980 : Ordre de Karl-Marx
- 1980 : Ordre de Lénine
- 1985 : Ordre de Karl-Marx

## Sources et références
- (en) Cet article est partiellement ou en totalité issu de l’article de Wikipédia en anglais intitulé « Heinz Hoffmann » (voir la liste des auteurs).

1. ↑  Cf. « Wer die Grenze nicht respektiert bekommt die Kugel », Berliner Morgenpost,‎ 12 août 2007 (lire en ligne)